# Naranjo (Guatemala)
Naranjo es un sitio arqueológico de Guatemala que se encuentra en el centro del país, en el Valle Central de Guatemala, sobre una planicie a 1.500 metros de altitud, a 14° 39′ N y 90° 32′ W, a 2,5 kilómetros al norte de la acrópolis de Kaminaljuyú y a 4 kilómetros del sector de Miraflores.
No se debe confundir con El Naranjo, (homónimo pero sin el artículo «el»), situado en el Petén, al norte de Guatemala.
El sitio fue redescubierto en 1877 por G.M. Williamson. El arqueólogo Edwin M. Shook visitó el lugar en las décadas de 1940 y 1950, y aunque el lugar se hallaba sembrado de café, se podían detectar las construcciones. En esa época se hicieron los primeros mapas, con el hallazgo de una veintena de construcciones.
La ciudad pertenece al Preclásico Medio, en la fase Las Charcas (900-600 a. C.), fue abandonada y repoblada en el periodo Clásico Tardío, aunque no se hicieron nuevas construcciones.
El sitio, rodeado de barrancos con manantiales, ocupa menos de medio kilómetro cuadrado y sus monumentos están alineados de norte a sur. Destacan sus estelas lisas.